# La poetica dello spazio
La poetica dello spazio è un saggio del filosofo francese Gaston Bachelard pubblicato nel 1957 in cui viene spiegato dal punto di vista fenomenologico come lo spazio influenzi l'immaginazione poetica.
L'opera è composta da una introduzione in cui vengono spiegati gli strumenti d'indagine a disposizione del fenomenologo e le qualità intrinseche dell'immagine poetica, e da 10 capitoli in cui vengono analizzate le emozioni evocate dai vari spazi, dalla struttura della casa ai suoi spazi interni, al mobilio di cui è composta.

## Lo spazio e le immagini poetiche
Lo spazio al centro della riflessione di Bachelard è lo spazio della vita quotidiana, quale quello di una casa, dei suoi armadi, dei suoi cassetti
Prendendo in esame molteplici opere di scrittori, in particolare francesi, sia in prosa che in poesia, Bachelard studia la fenomenologia comune ad alcune immagini poetiche ivi incontrate: l'obiettivo è affrontare la questione della fenomenologia dell'immagine poetica, cioè come essa si manifesta alla coscienza di chi si avvicina all'opera letteraria.
Secondo Bachelard descrivendo uno spazio quotidiano nasce un'immagine poetica (prima nello scrittore, poi nel lettore) che non è l'eco di un passato bensì -attraverso l'immagine poetica- è il passato di ogni lettore a risuonare di echi, e non si riesce a cogliere, scrivendo, fino a quale profondità tali echi si ripercuoteranno ed estenderanno. In altre termini, il poeta non fornisce un'immagine già conosciuta con certezza dal lettore, un dato reale, eppure l'immagine riesce ad affondare immediatamente le radici nel lettore, provocando in lui echi e richiami, non obbligatoriamente identificabili col ricordo.
Per comprendere questo passaggio va ricordato che qui non ci si sta muovendo, né completamente nel mondo della realtà (di cui la casa e gli oggetti fanno parte), né completamente nel mondo dell'immaginario (in cui si potrebbero situare i sentimenti, i ricordi e le altre entità immateriali); in questo saggio si affronta la questione di come i due mondi comunichino e cosa nasca dalla loro comunicazione.

## Ilretentissement
Bachelard parla di retentissement per indicare quel fenomeno che porta il lettore a sentirsi come il poeta stesso; non è mera identificazione col poeta, ma è percepire ciò che è stato scritto come proprio. Attraverso il retentissement, l'immagine poetica mette in moto l'attività linguistica, facendo avvertire al lettore un proprio potere poetico, che si esprime nella consapevolezza del lettore che quell'immagine l'avrebbe potuta creare lui stesso. L'immagine diventa così un essere nuovo del linguaggio, che agisce per mezzo del lettore stesso facendolo diventare quanto l'immagine esprime. L'immagine, quindi, è contemporaneamente divenire espressivo e divenire del nostro essere. Dopo il retentissement, il lettore può provare risonanze, ripercussioni sentimentali e richiami al proprio passato personale.
Ciò che emerge dall'indagine di Bachelard svolta sui diversi testi è che, nonostante la soggettività dell'immagine poetica e degli echi che essa genera nell'intimo dell'individuo, poeta e lettore hanno reazioni simili a una stessa immagine e potrebbero aver creato entrambi quell'immagine. Ci sono, dunque, spazi che hanno valenze analoghe per soggetti diversi, appartengono a un comune modo di sentire le cose. Sono spazi ampiamente utilizzati in letteratura, e ne rappresentano delle costanti.

## La casa
Tra questi spazi, Bachelard dà ampio rilievo alla casa. Nell'immaginario poetico la casa si identifica con ciò che è riparo e stabilità per l'uomo, siano essi reali o illusori.

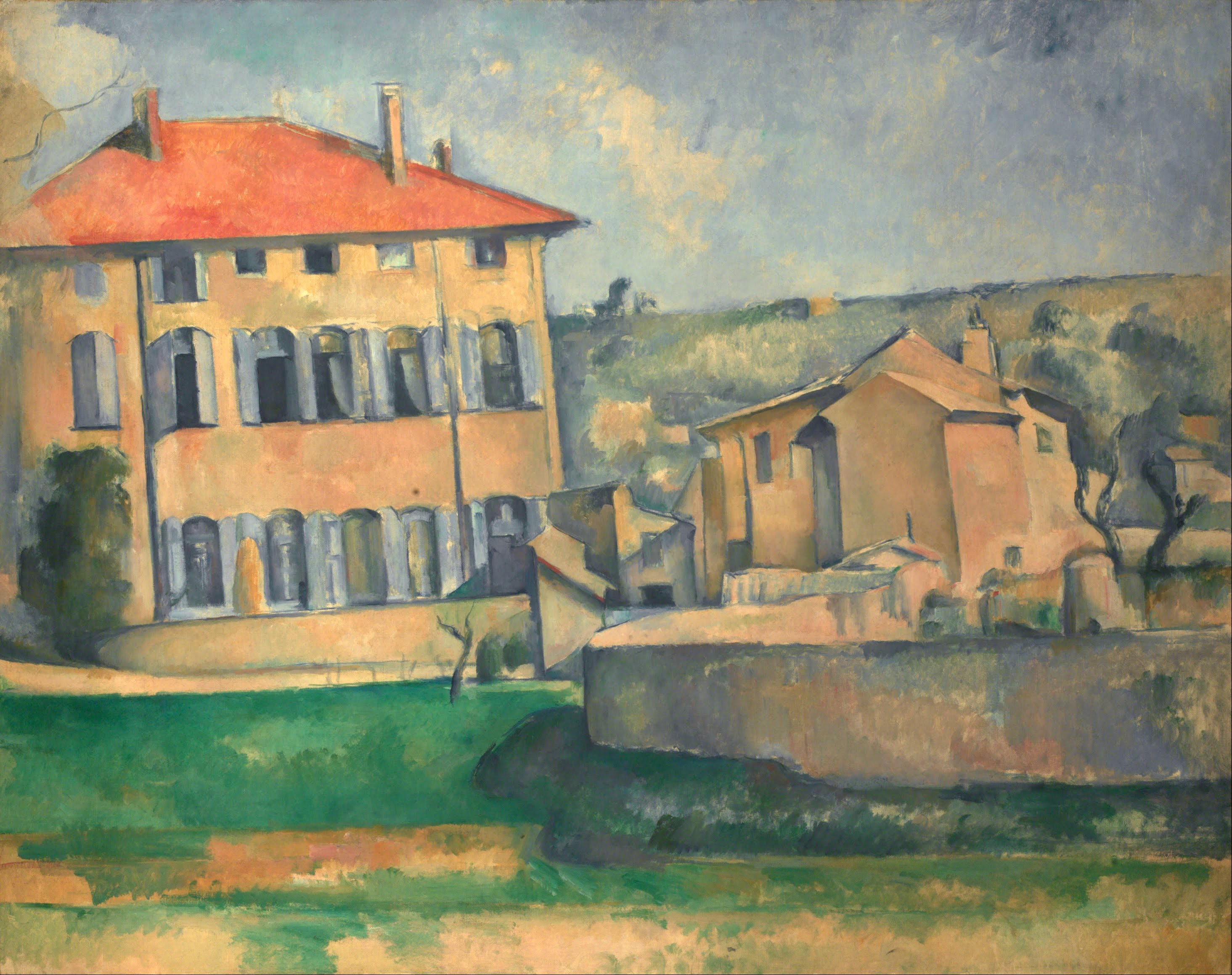
La casa è il rifugio della persona e delle sue aspirazioni. (Paul Cézanne - House in Aix)

### Dalla cantina alla soffitta
La casa è innanzitutto un essere concentrato, richiama, cioè, a una coscienza di centralità. In secondo luogo, la casa è un essere verticale, la cui verticalità è assicurata dalla polarità della cantina e della soffitta. Tali estremi sono antitetici, in quanto rappresentano l'opposizione tra la razionalità del tetto, il quale dichiara immediatamente la propria funzione di mettere al coperto l'uomo che teme pioggia e sole, e l'irrazionalità della cantina, la quale è, in primis, l'essere oscuro della casa.

### Casa e universo
La casa è luogo della tranquillità e della pace: tanto più fuori sarà freddo e inclemente il tempo, tanto più per contrasto la casa si trasforma in luogo sicuro.
Spesso in letteratura la casa invernale non viene rappresentata mentre lotta contro le intemperie, ma semplicemente come calda e sonnacchiosa.
Il poeta in questi casi ha fatto "spegnere tutto l'universo nel colore bianco della neve", pratica assai cara a Baudelaire e Rimbaud ad esempio.
L'inverno ha la capacità di riportare l'uomo alle sensazioni antichissime dei tempi che furono: una storia raccontata all'interno di una casa calda e accogliente, circondata dalla bufera sembra mettere in diretto contatto gli ascoltatori con un mondo antico e leggendario.

#### Casa e universo per Rilke
Analizzando un testo di Rilke, Bachelard nota come per questi la casa in città sia maggiormente in balìa della tempesta rispetto alla casa solitaria in collina. In questo, dice Bachelard, c'è un paradosso. Ma non sarà l'unico. Rilke infatti non sente casa e universo giustapposti e concordi, ma sente scontrarsi il dinamismo delle opposte rêverie, la tranquillità della casa opposto all'agitazione dell'universo. Il secondo paradosso è che Rilke sente "al negativo", e sceglie la casa in collina come luogo privilegiato per godersi la tempesta proprio per poterne uscire e affrontare la tempesta direttamente, immedesimandosi addirittura nell'albero scosso dal vento. Questa prospettiva è figlia del suo desiderio di gustare a pieno la forza degli elementi, fiducioso che gli elementi stessi risparmieranno l'uomo e la sua casa. Con il concetto "la vecchia casa è abituata alle tempeste" Rilke sembra dare più fiducia alla vecchia casa, capace di resistere a tante avversità, che a quella nuova e moderna.

#### Casa e universo per Bosco
Il sentire di Henri Bosco è in netto contrasto con quello di Rilke.
Bosco sente in maniera totale e "positiva" il dramma della casa attaccata dalla tempesta, e per spiegarlo prepara per pagine e pagine l'arrivo della tempesta, dal silenzio premonitore al clamore furioso degli elementi. È caratteristica di Bosco il riuscire a raccontare qual è l'essenza, naturale e profonda, dell'aggressione, questa volta portata dal vento, ma profondamente simile a quella portata altre volte dall'uomo stesso.
La casa diventa così il simbolo della resistenza dell'uomo, capace di difendersi
strenuamente senza avere in animo di attaccare. Alcuni accenti della protettività della casa l'avvicinano al concetto di cura materna, ma, dice Bachelard, questo non vuol dire approssimarsi al campo dell'infanzia: la protettività della casa è attuale, adulta, consapevole.
Una simile dimora è educatrice: dimostra la possibilità del coraggio individuale, il solitario che vince la paura.
Tutto il dramma di Malicroix è una prova di solitudine: l'abitante di La Redousse deve vincere la solitudine, nella casa di un'isola senza villaggi. L'individuo è un adulto, dolce, felice e deve scontrarsi con un universo freddo e inospitale. La casa è un invito a non cedere, a resistere.
Da questa vicinanza tra uomo e casa discende una certa antropomorfizzazione della casa stessa,
che "incurva la schiena, tende le reni".
Sebbene un oggetto razionale come la casa mal si presterebbe a questo tipo di analisi "cosmica", di valori astratti, la verità è che -lasciate un attimo da parte la cazzuola e il filo a piombo- è immediato sentire nelle mura domestiche anche i concetti di intimità, protezione, consolazione.

### Le case antiche
Nell'analisi dei tipi di casa Bachelard dedica spazio anche alla rappresentazione di case antiche che si trovano nei disegni e nelle incisioni. In questo caso più l'immagine proposta è semplice, più il fruitore può farvi aderire la propria rêverie.

### La casa nella poesia
Quando la casa perde la sua corporeità e si allarga a cercare di coprire l'infinito, si è fuori dalla geometria e un passo dentro la poesia. Bachelard cita esempi tratti da poesie di Spyridaki e Cazelles. Tipico degli esseri e degli strumenti terrestri, dice, è aspirare all'aria e al cielo.
Cogliendo attraverso l'immaginazione poetica le qualità della casa ci si avvia ad abitare non solo la sua altezza, ma anche una super altezza che aspira al cielo azzurro, al volo, all'infinito. A questo proposito Bachelard parla di abitare una casa leggera.

### La casa del passato
Le case del passato lasciano una traccia in ognuno, chiedono quasi di essere
ricordate per poter rivivere attraverso il nostro ricordo. Sono legate anche ad un rimorso: di non averle vissute abbastanza.
Le case del passato sono sepolte nel ricordo, sembrano quasi irreali, mantengono solo il loro
valore di felicità ma non ce le si ricorda più come fatti realmente esistiti.

### La casa del futuro
Le case dell'avvenire a volte sono più solide e chiare di quelle del passato; possono essere il sogno di colui che vorrebbe abitarle, immaginandovi dentro tutto quanto c'è di più confortevole e bello.
L'immaginazione della casa dell'avvenire va muovendosi lungo un doppio binario: dovrebbe appagare l'orgoglio e la ragione, due termini che sono però inconciliabili.
La miglior cosa sarebbe lasciarla nel mondo dei sogni, continuare a posporla e immaginarla, visto che, dice Bachelard, "è meglio vivere nel provvisorio che nel definitivo".

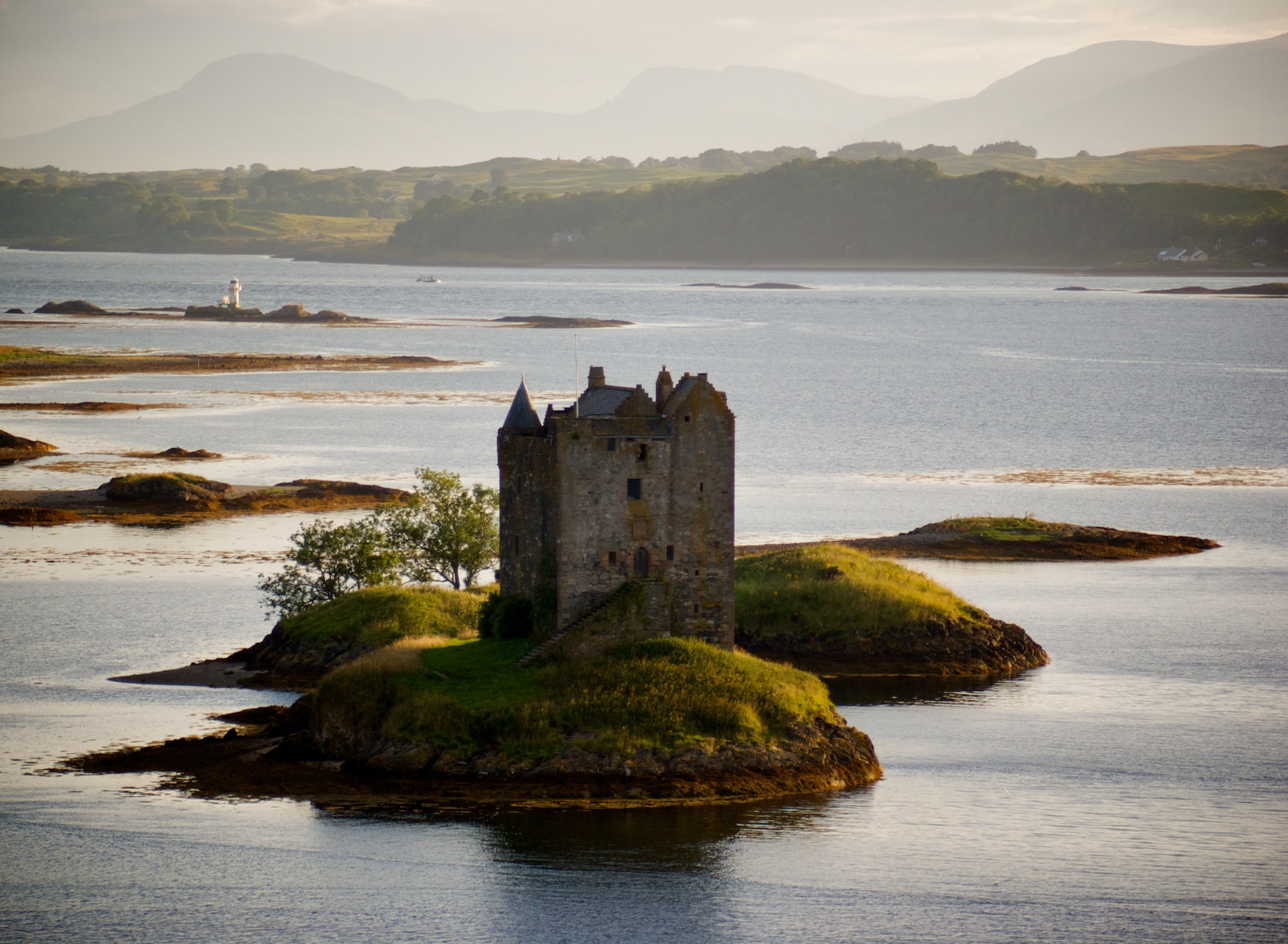
Il castello è la polarità sontuosa dell'abitare. Castello di Stalker, Scozia

### Il castello e la capanna
Le due entità del castello e della capanna sono necessarie all'universo immaginativo,
significano e indicano l'abitare semplice e l'abitare magnificente.

### La prospettiva esoforica
Importante è la prospettiva esoforica della casa: dal piccolo nido di una camera si può immaginare e dominare il mondo, o almeno assorbire ciò che si vede dalla finestra come la casa di Superveille, che si rivela però in ultima analisi un eccesso di immagine.

### Il ménage
Altro nucleo è quello delle rêverie che accompagnano l'azione del ménage, dove per ménage s'intende il mettere a posto, ad esempio dare la cera.
Nell'atto di accarezzare i mobili si creano legami che dal passato arrivano al giorno d'oggi, si fa veramente vivere la casa. È quanto accade ad esempio a Sidoine ne "Le jardin d'Hyacinthe" di Henri Bosco. Sidoine è una domestica dal
grande cuore, e per lei coincidono rêverie e lavoro, sogni e lavori umili.
Il prendersi cura della casa è un gesto che non cerca l'hic et nunc, ma la riavvicina all'origine. Curando un oggetto è come se si replicasse il lavoro che lo ha prodotto, lo si ricreasse.

### Sensazioni e valori: immobilità, maniglie e chiavi
Quando alla casa vengono associate immobilità e rigidità le implicazioni sono indubbiamente negative, come certifica anche il test sulla casa disegnata dai bambini della Minkowska. Un dettaglio come una maniglia è invece un probabile indizio d'apertura: nel regno dei valori la chiave più che aprire chiude, la maniglia più che chiudere apre.

### Il nido
Il nido è un'altra delle figure importanti che via via si possono trovare all'interno di diversi romanzi. Ne parla ad esempio Quasimodo nel romanzo Notre-Dame de Paris di Hugo riferendosi alla cattedrale, questa viene vista come un nido, come la sua casa, il suo universo. Il nido diventa qualcosa a cui ci si lega profondamente essendo ad esso connesse tutta una serie di esperienze e di vissuti che scuotono profondamente l'uomo. Il nido dunque subisce una valorizzazione straordinaria. È qualcosa di perfetto, è una dimora calda e accogliente in cui ci si ripara, è qualcosa che ci avvolge prima ancora che la pelle stessa ci avvolga quando ancora siamo indifesi e nudi. È dunque immagine di semplicità, tranquillità e riposo, è il luogo in cui si fa ritorno naturalmente perché rappresenta per noi un ricordo del passato, ricordo di un'intimità perduta.

### Il guscio
Il guscio è un po' come il nido, entrambi appartengono alla reveries di rifugio.
Questa figura ci fa venire in mente l'animale ed il suo guscio, animale che vivendo all'interno del guscio ne ha assunto la forma e guscio che un giorno dovrà essere abbandonato dall'essere che vi ha abitato.
Oltre all'idea del vivere però l'immaginazione dell'uomo potrebbe collegare a quest'immagine anche l'idea dell'uscire, dell'essere liberi da quel guscio a cui si era prima legati.

### Gli angoli
Altra figura ricorrente è quella dell'angolo, che sia esso in una casa, in una stanza. L'angolo è quella parte di casa in cui ci si va a rifugiare, in cui ci si rannicchia quando si ha bisogno di staccarsi per un attimo dal mondo che ci circonda, in cui ci si va per ritirarsi in solitudine. È un luogo fatto per ricordare, un luogo fatto di silenzio e in cui si dà voce ai pensieri. Si cerca il proprio angolo per il desiderio di immobilità essendo questo per noi una sorta di posto sicuro, quasi come se fossimo in una scatola per metà. È come se in quell'angolo ci fossimo solo noi, come se intorno a noi si creasse una specie di spazio in cui nessun altro può avere accesso, facendoci sentire al sicuro e al riparo. Un romanzo in cui abbiamo una tale descrizione dell'angolo è di sicuro L'amoureuse initiation del poeta Milosz il cui protagonista passava “deliziose ore di tristezza e di attesa” con il sedere appiccicato al pavimento freddo a farsi l'esame di coscienza. Ecco che il passato riemerge e il ragazzo si sorprende a piangere.

## Il cassetto, le cassapanche e gli armadi
Moltissimi autori nelle loro opere hanno attribuito i significati più disparati ad oggetti come cassetti, cassapanche, armadi, dando loro caratteristiche e connotazioni sempre diverse.
I cassetti che contengono tantissime cose, gli armadi con i loro ripiani, le cassapanche con il loro doppio fondo, sono oggetti che si caricano di una forte valenza psicologica segreta. Dietro tali oggetti si celano spazi profondi, spazi di intimità di chi li possiede, spazi che non si possono mostrare a chiunque.
Secondo Bachelard è sensibilità comune a qualsiasi poeta il riconoscere che lo spazio dentro ad un mobile significhi contemporaneamente un volume dove riporre oggetti ed uno spazio immaginativo fecondo di rêverie.
La metafora del cassetto viene trovata nell'opera di Bergson - secondo cui i cassetti non sono altro che una serie di spazi entro cui sono confinati dei concetti - e nell'opera Monsieur Carre-Benoit à la campagne di Henri Bosco, dove il grande classificatore di quercia a cassetti -simbolo di un'intelligenza arida e schematica- è il mobile che più intenerisce il protagonista.
Milosz, nell'Amoureuse initiation, parla dell'armadio descrivendolo come un tumulto muto di ricordi; ed è proprio dentro un armadio che Breton dice si custodiscano gli oggetti più privati come la biancheria, ed è breve il passo per la trasfigurazione per cui l'aprire l'armadio diventi un evento del candore. È un tipo d'armadio che non ha un uso quotidiano, è qualcosa in cui racchiudere le promesse, una storia come lo intende Rimbaud in un suo testo intitolato Les etrennes des orphelins.
Altro oggetto carico di significati intrinseci è il cofanetto, questo per Bachelard è l'immagine che più tende ad esprimere il bisogno di segretezza, il voler cercare un nascondiglio a qualcosa. Il protagonista del romanzo di Franz Hellens, Fantomes vivants, regala a sua figlia un cofanetto giapponese, regalo questo apparentemente insensato. In realtà è quello che più si addice al carattere chiuso della ragazza. Il cofanetto diventa in questo romanzo un espediente che permette a i due personaggi di comunicare. Nel cofanetto di solito si tende a racchiudere le cose a cui più teniamo, ciò che vogliamo preservare dallo scorrere inesorabile del tempo, cose indimenticabili per noi anche se forse inutili agli occhi degli altri: ecco che il cofanetto si fa simbolo della memoria. Il bello di tali oggetti è che permettono alla nostra immaginazione di vagare libera e di immaginare quali segreti siano celati al loro interno, segreti che saranno sempre di più di quanti in realtà l'oggetto non ne possa contenere.

### I cassetti

#### I cassetti per Bergson
Bachelard studia la metafora del cassetto nella teoria di Bergson: i concetti per Bergson sono cassetti, ed ognuno può servire a classificare una conoscenza.
La metafora, nata sul filo dell'immaginazione, quando viene cristallizzata in un'idea diventa arida, si "disivindualizzano le conoscenze vissute", in una sorta di perversa ossessione classificatoria e tassonomica.
Bachelard definisce "pensiero morto" quello ormai classificato.

#### I cassetti per Bosco
Henri Bosco in Monsieur Carre-Benoît à la campagne utilizza la metafora dei cassetti proprio per caratterizzare la psicologia di un maestro sciocco, invertendo l'immagine dell'intelligenza come serie di cassetti, in serie di cassetti che si fa intelligenza. È un esempio di uomo sciocco che rappresenta lo spirito capace solo di stupida amministrazione.
La fine del "mobile augusto" dove tutto quello che ad un uomo meticoloso poteva tenere ordinato è quella di diventar dispensa, ottima immagine della pessima fine di una filosofia dell'avere, in senso proprio e in senso figurato.

### Il cofanetto
Il cofanetto nasce dall'idea di cercare di ingannare il potenziale scassinatore. Non potendo fargli paura con le dimensioni, né provare a dissuaderlo con lucchetti e chiavistelli, il cofanetto prova ad apparire dimesso, come se non ci fosse nulla di importante e fosse "tutto lì".
Ci sono simmetrie molto forti tra la geometria del cofanetto e la psicogia del segreto o la psicologia dell'anima chiusa. Un'anima chiusa trova conforto in un cofanetto, vi vede riflessa la propria insondabilità.

### Il cofanetto in Rilke e Bergson
Rilke scrive della gioia per un coperchio che chiude bene, un meccanismo ben
oliato capace di aprirsi alla giusta pressione (o parola). Questo sentimento di apprezzamento per la chiusura non nasce dalla necessità di contrapporsi all'esterno, quanto di custodire un nostro bene, parte dei nostri ricordi.

## Lerêveriesdi infinito
Nell'ottavo capitolo Bachelard affronta il tema dell'immensità, definendola come una categoria filosofica della rêverie. La rêverie si alimenta di spettacoli vari, ma, per una sorta di spontanea inclinazione, contempla la grandezza. Bachelard parla, quindi, di rêveries di infinito e si concentra sull'effetto che hanno sul soggetto sognatore: il soggetto sognatore è in meditazione e le rêveries s'impadroniscono di lui, ponendolo fuori dal mondo circostante, in un universo in cui i dettagli si cancellano, il tempo non esiste e lo spazio si estende senza limite. Tuttavia, l'immensità non è solo un'idea generale formata in contemplazione di uno spettacolo grandioso, ma ha anche una risonanza intima, è, appunto, una rêverie. Uno spettacolo, riconducibile alla categoria dell'immensità, può avere risonanze diverse nell'intimo di ogni individuo. A questo proposito, Bachelard propone l'esempio dell'immagine della pianura: la pianura, in Rilke, tranquillizza e il soggetto è in grado di dominarla; in Hyacinthe di Henri Bosco, invece, la pianura è uno spazio illimitato che favorisce le rêveries inconsistenti, nelle quali l'io è assente da stesso, non si trova in alcun luogo, è un io disperso non in grado di intervenire. Tra i due poli - quello di Rilke e quello di Bosco -, vi sono infinite sfumature che possono provare diversi individui davanti alla stessa immagine della pianura.

## La dialettica del fuori e del dentro
Appena ci si approssima a questi due termini è immediato utilizzarli come
metafore spaziali del proprio io, dell'essere e del non essere. Così utilizzate sono un'opposizione molto forte, che quasi diventa ostilità: Bachelard avverte però di essere molto cauti con queste schematizzazioni.
A come la metafora spaziale possa essere disattivata, fino a farla passare in secondo piano, se viene utilizzata vicino a valori di ordine diverso (caldo/freddo, etc) è dedicato l'intero capitolo nono. 

### La lingua della filosofia
Bachelard inizia l'analisi della lingua della filosofia notando come questa stia diventando una lingua che salda le parole alle frasi, creando mostri. Per dare un esempio porta l'espressione "esser-là", due parole che vengono giustapposte rendendo disarmonica la loro vicinanza, come se l'essere andasse addirittura molto fuori da sé stesso.
Le metafore spaziali in campo ontologico andrebbero maneggiate con più attenzione, in quanto lo spazio dell'essere non si può accontentare dello spazio fisico per venir descritto, essendo troppo mutevole. Lo spazio dell'essere non è stabile, non è dato per sempre: può una volta esserci e una volta no. A suo dire è stato un errore della metafisica cercare di fornire dei bei risultati maneggevoli, rinunciando alla complessità.
Immagini quali caldo/freddo, buio/luce sarebbero più lente ma più efficaci.
Una antropologia della metafisica dovrebbe occuparsi di rendere "concreto il dentro e vasto il fuori", e già con questa operazione le sfumature diventano meno nette, e più si cercano immagini più diventano sfumate.

### Lo spazio in psicologia e fenomenologia
L'analisi del campo delle immagini spaziali è uno strumento molto fecondo per dimostrare che si è abituati alla riduzione. La psicanalisi (come la critica letteraria classica, ma appena meno di questa) è abituata a ridurre e semplificare. La fenomenologia, al contrario, dovrebbe non fare riduzioni, dovrebbe attingere l'essere psicologico legato a un'immagine. Per Bachelard possiamo contrapporre fenomenologia e psicanalisi attribuendo alla prima la volontà di l'espandere le immagini, alla seconda di ridurle. I poeti nei loro lavori inseguono una continua espansione del significato e dell'immagine, che diventa caratteristica proprio perché rimane fuori da ogni schema e da ogni regola.
Questo spiega come spesso i poeti si accorgano che immensità fisiche corrispondono a costrizioni.

### L'uso poetico della metafora fisica
Il lavoro poetico è un continuo uscire dalle metafore fossilizzate, è scoprire sensi ulteriori. E se ogni senso chiude -volendo cristallizzare un significato- le altre prospettive, è l'espressione poetica che ha il compito di riaprire, tener vive tutte le altre possibilità.
Bachelard va oltre la metafora dell'aperto e del chiuso, dicendo che "l'uomo è socchiuso".

### La porta
La porta offre due tipi classici ed opposti di reverie, quella della porta chiusa, e quella della porta aperta, spalancata.
Sarà compito del poeta muoversi con l'immaginare intorno alla reverie della porta socchiusa: questa è legata al mito della soglia, un mito antico che i poeti sentono loro.
Se si accolgono le reverie della porta aperta e della porta chiusa si accettano due prospettive nette, quella della libertà e quella della sicurezza. Rimane del poeta la possibilità di accedere alle sfumature che veicola la porta socchiusa, che di volta in volta può sognificare possibilità, esitazione, tentazione.

### La qualità preponderante
Andando ad analizzare due passi di un'opera di Tzara, Bachelard afferma che per comprenderli bisogna sentire in maniera libera, associativa, senza fermarsi al significato più materiale delle parole. Una qualità maggiorata, preponderante, può guidare l'immaginazione poetica..
La lettura di queste qualità ha bisogno di immaginazione e di ricezione attente, che non saranno mai le stesse giorno dopo giorno. Appena ci si allontani dall'espressione poetica e si cerchi di materializzarla, oppure non si seguano le suggestioni che nascono dall'incontro con la pagina scritta, la lettura diverrebbe irrimediabilmente piatta e noiosa.